# Shamandalie
Shamandalie е сингъл на финландската пауър метъл група Соната Арктика. Записан е в студио „Tico Tico“.

## Участници
- Тони Како – вокали, клавишни
- Яни Лииматайнен – китара
- Томи Портимо – барабани
- Марко Паасикоски – бас китара
- Хенрик Клингенберг – клавишни